# Сандык-Кая (исар)
Санды́к-Кая́ (крымскотат. Sandıq Qaya, Сандыкъ Къая) — условное название средневековой крепости (исар), данное по вершине Сандык-кая (также Сююрю-кая, высотой 837 м) на хребте Кордон-Баир (западном отроге Ай-Петринской яйлы) в юго-западной части Крыма.
Наличие таврских каменных ящиков и находки античных и раннесредневековых монет свидетельствуют, что местность была заселена ещё до нашей эры. Историк Анатолий Якобсон относил возникновение укрепления в IX веку и установил, что населением использовалась греческая письменность. В 1967 году М. Я. Чорефом была опубликована плохо сохранившаяся греческая надпись на одном из надгробий крепости, на которой читается только год захоронения — 1429 или 1430. Сейчас преобладает мнение, что Сандык-Кая, судя по находкам керамики — замок феодала XIII—XV веков, входивший в княжество Феодоро, и погибший в пожаре при падении Мангупа в 1475 году. Виктор Леонидович Мыц полагает, что замок мог быть резиденцией одного из членов семьи владетелей Феодоро. Владения феодала находились в долине Суаткана — средневековые поселения на месте современных сёл Богатое Ущелье, Поляна, Путиловка, Новополье.
Довольно солидных размеров крепость располагалась на плоской изолированной вершине скалы («сандык» означает «сундук»), занимало площадь 2,38 гектара при размерах 390×120 метров. Лишь с запада и юго-востока были сооружены оборонительные стены, сложенные из крупного бута на известково-песчаном растворе, стальные обрывы неприступны. Там же, с запада и востока, находились въезды в крепость, причём главным был западный вход с подходящей к нему колёсной дорогой с выбитыми в камне колесами повозок колеями. Оборонительная система состояла из трёх линий стен с шестью прямоугольными башнями, толщина стен была около 2 метров, сохранившая кое-где высоту ло 3 метров. Одна из башен, у входа на верхнюю площадку, видимо, выполняла функцию донжона. Территория крепости была плотно застроена, некоторые здания имели довольно большие размеры. На северной оконечности скалы находился небольшой некрополь, центром которого была часовня, стоящая над большой усыпальницей, вырубленной в скале.